# Вилькошевице
Вилькошевице  (пол. Wilkoszewice) — остановочный пункт железной дороги (платформа) в деревне Вилькошевице в гмине Гожковице, в Лодзинском воеводстве Польши. Имеет 2 платформы и 2 пути. 
Остановочный пункт на железнодорожной линии Варшава — Катовице, построен в 1953 году.